# Guararapes
Guararapes – miasto i gmina w Brazylii, w stanie São Paulo. Znajduje się w mezoregionie Araçatuba i mikroregionie Araçatuba.

## Miasta partnerskie
- Natori, Japonia